# XVIII. Olimpijske igre – Tokio 1964.
XVIII. Olimpijske igre - Tokio 1964.
XVIII. Olimpijske igre su održane 1964. godine u Tokiju, u Japanu. MOO je izabrao Tokio kao grad domaćina u konkurenciji Detroita, Buenos Airesa i Beča. Taj japanski grad je već jednom ranije bio određen za domaćina, i to kada su trebale biti održane Olimpijske igre 1940. Međutim, zbog početka Drugog Kinesko-Japanskog rata 1937. godine MOO je igre oduzeo Tokiju i dodijelio Helsinkiju, a kasnije su zbog početka Drugog svjetskog rata te Igre potpuno odgođene.
Igre u Tokiju su prve Igre u povijesti održane u Aziji. Olimpijski plamen je na ceremoniji otvaranja na stadionu upalio Yashinori Sakai, mladić koji je rođen u Hirošimi na dan 6. kolovoza, 1945., isti onaj dan kada je na taj grad pala atomska bomba. 
U program Igara ubačena su dva športa koja su bila popularna upravo u Japanu: bili su to judo i odbojka. U judu su Japanci osvojili tri titule, iako ih je šokirala pobjeda Nizozemca Antona Geesinka u apsolutnoj kategoriji. U odbojci su pak u ženskoj konkurenciji trijumfirali domaćini, dakle momčad Japana. Najuspješniji po broju medalja su bili športaši iz SAD-a koji su imali najviše zlatnih medalja, dok je u ukupnom zbroju više medalja, ali slabijeg sjaja, osvojila momčad SSSR-a.
U natjecateljskom programu istaknulo se nekoliko športaša:
- Američki plivač Don Schollander postao je junak Igara, osvojivši četiri zlatne medalje.
- Gimnastičarka Larisa Latinjina iz SSSR-a je osvojila dvije zlatne medalje, jednu srebrnu i dvije brončane. Ta je gimnastičarka osvojila u svojoj karijeri ukupno 18 medalja (9 zlata, 5 srebra i 4 bronce) što je čini najuspješnijom olimpijkom svih vremena.
- Dva športaša su osvojila treće zlato za redom na OI u pojedinačnim športovima. Bili su to australski plivač Dawn Fraser koji je pobijedio na 100 m slobodnim stilom, te Vjačeslav Ivanov, veslač iz SSSR-a koji je pobijedio u disciplini samac.
- Abebe Bikila iz Etiopije je postao prvi maratonac u povijesti OI koji je obranio svoj naslov s prethodnih Igara.

## Popis športova
Plivanje, skokovi u vodu i vaterpolo su smatrani različitim disciplinama istog športa.
| - atletika - biciklizam - boks - dizanje utega - Gimnastika - hokej na travi - hrvanje - jedrenje - džudo - kajak i kanu na mirnim vodama - košarka |  | - konjički šport - mačevanje - moderni petoboj - nogomet - odbojka - plivanje - skokovi u vodu - streljaštvo - vaterpolo - veslanje |

## Popis podjele medalja
| Olimpijske igre 1964. |                         |       |        |        |        |
| Plasman               | Država                  | Zlato | Srebro | Bronca | Ukupno |
| 1                     | SAD                     | 36    | 26     | 28     | 90     |
| 2                     | SSSR                    | 30    | 31     | 35     | 96     |
| 3                     | Japan                   | 16    | 5      | 8      | 29     |
| 4                     | Ujedinjeni Njemački tim | 10    | 22     | 18     | 50     |
| 5                     | Italija                 | 10    | 10     | 7      | 27     |
| 6                     | Mađarska                | 10    | 7      | 5      | 22     |
| 7                     | Poljska                 | 7     | 6      | 10     | 23     |
| 8                     | Australija              | 6     | 2      | 10     | 18     |
| 9                     | Čehoslovačka            | 5     | 6      | 3      | 14     |
| 10                    | Velika Britanija        | 4     | 12     | 2      | 18     |
| 11                    | Bugarska                | 3     | 5      | 2      | 10     |
| 12                    | Finska                  | 3     | 0      | 2      | 5      |
| 12                    | Novi Zeland             | 3     | 0      | 2      | 5      |
| 14                    | Rumunjska               | 2     | 4      | 6      | 12     |
| 15                    | Nizozemska              | 2     | 4      | 4      | 10     |
| 16                    | Turska                  | 2     | 3      | 1      | 6      |
| 17                    | Švedska                 | 2     | 2      | 4      | 8      |
| 18                    | Danska                  | 2     | 1      | 3      | 6      |
| 19                    | Jugoslavija             | 2     | 1      | 2      | 5      |
| 20                    | Belgija                 | 2     | 0      | 1      | 3      |
| 21                    | Francuska               | 1     | 8      | 6      | 15     |
| 22                    | Kanada                  | 1     | 2      | 1      | 4      |
| 22                    | Švicarska               | 1     | 2      | 1      | 4      |
| 24                    | Bahami                  | 1     | 0      | 0      | 1      |
| 24                    | Etiopija                | 1     | 0      | 0      | 1      |
| 24                    | Indija                  | 1     | 0      | 0      | 1      |
| 27                    | Južna Koreja            | 0     | 2      | 1      | 3      |
| 28                    | Trinidad i Tobago       | 0     | 1      | 2      | 3      |
| 29                    | Tunis                   | 0     | 1      | 1      | 2      |
| 30                    | Argentina               | 0     | 1      | 0      | 1      |
| 30                    | Kuba                    | 0     | 1      | 0      | 1      |
| 30                    | Pakistan                | 0     | 1      | 0      | 1      |
| 30                    | Filipini                | 0     | 1      | 0      | 1      |
| 34                    | Iran                    | 0     | 0      | 2      | 2      |
| 35                    | Brazil                  | 0     | 0      | 1      | 1      |
| 35                    | Gana                    | 0     | 0      | 1      | 1      |
| 35                    | Irska                   | 0     | 0      | 1      | 1      |
| 35                    | Kenija                  | 0     | 0      | 1      | 1      |
| 35                    | Meksiko                 | 0     | 0      | 1      | 1      |
| 35                    | Nigerija                | 0     | 0      | 1      | 1      |
| 35                    | Urugvaj                 | 0     | 0      | 1      | 1      |
|                       | Ukupno                  | 163   | 167    | 174    | 504    |